# Ulmeritus carbonelli
Ulmeritus carbonelli is een haft uit de familie Leptophlebiidae. De wetenschappelijke naam van de soort is voor het eerst geldig gepubliceerd in 1956 door Traver.
De soort komt voor in het Neotropisch gebied.